# Mormoscopa crossodora
Mormoscopa crossodora là một loài bướm đêm trong họ Noctuidae.